# 约翰·默里·福布斯
约翰·默里·福布斯（John Murray Forbes，1813年2月23日—1898年10月12日）是美国铁路大亨、商人、慈善家和废奴主义者。在19世纪50年代，他是密歇根中央铁路公司以及芝加哥、伯灵顿和昆西铁路的总裁。他一直在与旗昌洋行从事向中国出售鸦片生意。

## 早年
福布斯于1813年2月23日出生在法国波尔多。他的父亲拉尔夫·贝内特·福布斯是苏格兰移民后裔福布斯家族的成员，他们试图从波尔多开始贸易，但没有成功。他的母亲玛格丽特·珀金斯是“波士顿婆罗门”、从事中国贸易的珀金斯家族商业王朝的成员。他的兄弟姐妹中有哥哥罗伯特·贝内特·福布斯，是船长和旧中国贸易商人。
他的叔叔是律师和外交官约翰·默里·福布斯，舅舅是商人托马斯·汉达西德·珀金斯。他的表兄弟中有植物学家弗朗西斯·布莱克威尔·福布斯。
1814年，他的父母搬回马萨诸塞州米尔顿的罗伯特·贝内特·福布斯船长之家（Captain Robert Bennet Forbes House）。福布斯就读于安多弗的菲利普斯学院，然后从1823年至1828年就读于北安普敦的圆山学校（Round Hill School）。

## 事业
福布斯三兄弟被他们的舅舅送到中国广州经商。约翰在广州赚到了一些钱，但是不像他的兄弟罗伯特专注于对华贸易，约翰回到波士顿，成为早期的铁路和土地投资者。
与杰·古尔德和爱德华·亨利·哈里曼一样，福布斯是美国铁路系统建设中的重要人物。从1846年3月28日至1855年，他是密歇根中央铁路公司的总裁，也是芝加哥、伯灵顿和昆西铁路的董事和总裁，推动了美国中西部的开发。此外，他于1838年在波士顿创立了一家投资公司J.M. 福布斯公司。
1860年，他投票支持亚伯拉罕·林肯。他担任共和党全国委员会主席。在亚伯拉罕·林肯总统执政期间， 他坚决支持联盟，在1863年初创立新英格兰忠诚出版协会（Loyal Publication Society）。内战后，福布斯获得美国忠诚军团的三等（荣誉）勋章。
福布斯是1876年、1880年和1884年共和党大会的代表，后来他对共和党感到不满，成功地让民主党人格罗弗·克利夫兰当选总统。

### 慈善事业
他向新英格兰人提供资金和武器，以打击堪萨斯州的奴隶制，并在1859年招待约翰·布朗。
福布斯的许多慈善活动包括1884年重建波士顿以南的一所预科学校米尔顿学院（MiltonAcademy）。

## 个人生活
福布斯与莎拉·斯温·海瑟薇（1813－1900年）结婚。他们居住在马萨诸塞州的米尔顿，夏天在马萨诸塞州杜克斯县纳松岛避暑。
他们有两个儿子和四个女儿：
- 埃伦·兰道夫·福布斯（1838－1860年），没有结婚[7]。
- 爱丽丝·海瑟薇·福布斯（1838－1917年），1875年与爱德华·蒙塔格·卡里（1828－1888年）结婚。[7]
- 威廉·海瑟薇·福布斯（1840－1897年），与诗人拉尔夫·沃尔多·爱默生的女儿伊迪丝·爱默生（1841－1929年）结婚。[8]威廉成为 美国电话电报公司的首任总裁，也是威廉·卡梅隆·福布斯的父亲。[9]
- 玛丽·海瑟薇·福布斯（1844－1916年），1863年与亨利·斯特吉斯·罗素（1838－1905年）结婚[7]。
- 约翰·马尔科姆·福布斯（1847－1904年），从事游艇和马术，1873年与莎拉·考芬·琼斯（1852－1891年）结婚[7]。
- 莎拉·福布斯（1853－1917年），1887年与威廉·黑斯廷斯·休斯（1833－1909年）结婚[4] 。

1898年10月12日，福布斯在马萨诸塞州的米尔顿死于肺炎。

### 后代
他的表弟弗朗西斯·布莱克韦尔·福布斯（1839－1908年）是2004年美国民主党总统候选人约翰·福布斯·克里的曾祖父。他的玄孙乔纳森·米斯，是一个著名的电视制片人，艾美奖得主。

### 遗产
在1899年9月号的《大西洋》杂志上，爱德华·沃尔多·爱默生（拉尔夫·沃尔多·爱默生的儿子）出版了福布斯的传记。艾默生和福布斯家族关系密切，福布斯的儿子威廉·海瑟薇·福布斯娶了拉尔夫的女儿伊迪丝·爱默生。拉尔夫·沃尔多·爱默生在《文学与社会目标》（Letters and Social Aims）一文中，这样写到福布斯：
密苏里州小镇福布斯以他的名字命名。